# Slag bij Saint-Aubin-du-Cormier
De Slag bij Saint-Aubin-du-Cormier vond plaats op 28 juli 1488 in Bretagne en was de beslissende slag in de Guerre Folle, een oorlog van opstandige edelen rond Frans II van Bretagne tegen de Franse koning Karel VIII van Frankrijk.

## Achtergrond
Lodewijk XI van Frankrijk, de vader van Karel VIII, probeerde, na de Honderdjarige Oorlog van Frankrijk terug een verenigde natie te maken. Hij had met succes een verbond  opstandige edelen, de Ligue du Bien Public, rond Karel de Stoute, Hertog Bourgondië weten te breken. Toen hij in 1483 stierf, ontstond er een troonstrijd over wie het regentschap mocht waarnemen over zijn dertienjarige zoon Karel VIII, Anna van Beaujeu, de oudere zus van Karel, of Lodewijk II van Orléans, die getrouwd was met zijn andere zus Johanna. De Staten-Generaal kozen Anna. Lodewijk II van Orléans vluchtte naar Frans II van Bretagne. Het Franse hof eiste de uitlevering van Lodewijk, het begin van de Guerre Folle, opstandige edelen, die de macht van de Franse koning wilden breken.

## Slag
In tegenstelling met het Franse leger was het opstandelingenleger een verzameling van eenheden en daarenboven minder in aantal. De confrontatie van de twee partijen was sneller dan voorzien. Jan IV van Rieux en Edward Woodville oordeelden voor een directe aanval voor de Fransen zich konden organiseren, maar Alain van Albret vond het beter de strategie van de tegenpartij te bestuderen, net wat Lodewijk II de la Trémoille nodig had om zijn troepen op te stellen.
Bij de eerste aanval werd Edward Woodville gedood. De Fransen waren ook in bezit van nieuwste performante kanonnen. Er werd een gat gecreëerd in de Bretonse linie. Albret en  Rieux slaagden er niet in hun eigen cavalerie op tijd in te zetten om de kloof te dichten, en Trémoille stuurde snel meer Franse troepen. Tegelijkertijd was er een enorme explosie in een van de magazijnen achter de Bretonse linies, waarschijnlijk veroorzaakt door een verdwaald schot. Er brak paniek uit in het Bretonse leger, wat uiteindelijk leidde tot de nederlaag. Lodewijk II van Orléans en Jan IV van Chalon-Arlay werden gevangengenomen, Albret en  Rieux konden ontsnappen.

## Verdrag van Sablé
Frans II van Bretagne werd gedwongen Karel VIII als leenheer te erkennen, hij werd verplicht alle vreemde troepen uit zijn hertogdom te bannen, de steden Saint-Malo, Dinan, Fougères en Saint-Aubin-du-Cormier werden in pand gegeven als waarborg voor het verdrag. Wat zijn opvolging betrof, zijn dochter Anna van Bretagne, kon niet meer vrij kiezen wie haar huwelijkspartner zou worden. 
Kort nadien stierf Frans II van Bretagne. De Frans-Bretonse Oorlog duurde nog tot 1491, tot het huwelijk van Anna van Bretagne met Karel VIII van Frankrijk.